# Петропавлівська церква (Старочеркаська)
 Петропавлівська церква  (рос. Петропавловская церковь) — тричастинний православний храм на честь святих апостолів Петра і Павла в станиці Старочеркаській (вулиця Радянська, 27).

## Історія
Перша згадка про маленьку дерев'яну Петропавлівську церкву в Черкаську припадає на 1692 рік. Після міського пожежі 1744 року імператриця Єлизавета Петрівна в 1749 році надіслала місцевому отаману Данилу Єфремову для будівництва нового храму десять мулярів та штукатурів, які досить швидко її завершили. Вже 1751 року відбулося богослужіння на честь відкриття храму і приділу на честь Іоанна Воїна.
Того ж року в щойно освяченій церкві хрестили уславленого отамана Матвія Платова. У серпні 2013 року на церкву встановили меморіальну дошку з текстом: «Тут у церкві Петра і Павла 1753 року хрестили Матвія Івановича Платова, отамана Війська Донського, героя Вітчизняної війни 1812 року, генерала від кавалерії».
В радянський час храм був закритий і занепав. У 1970-х роках стан будівлі був жалюгідним: бракувало купола і прибудов, а дзвіниця була повністю знесена. Відновлювати Петропавлівських храм розпочали ще 1975 року, але через недостатнє фінансування зупинили. Роботи поновили 2004 року на кошти, виділені обласною адміністрацією. До 2008 року завершили більшу частину оздоблювальних робіт.
Храм чинний, сюди водять екскурсії співробітники Старочеркаського музею-заповідника.